# Stadt-Ehrentitel der NS-Zeit

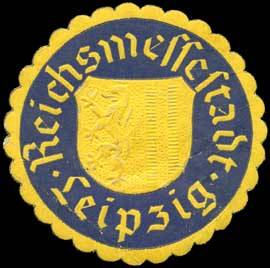
Siegelmarke „Reichsmessestadt Leipzig“

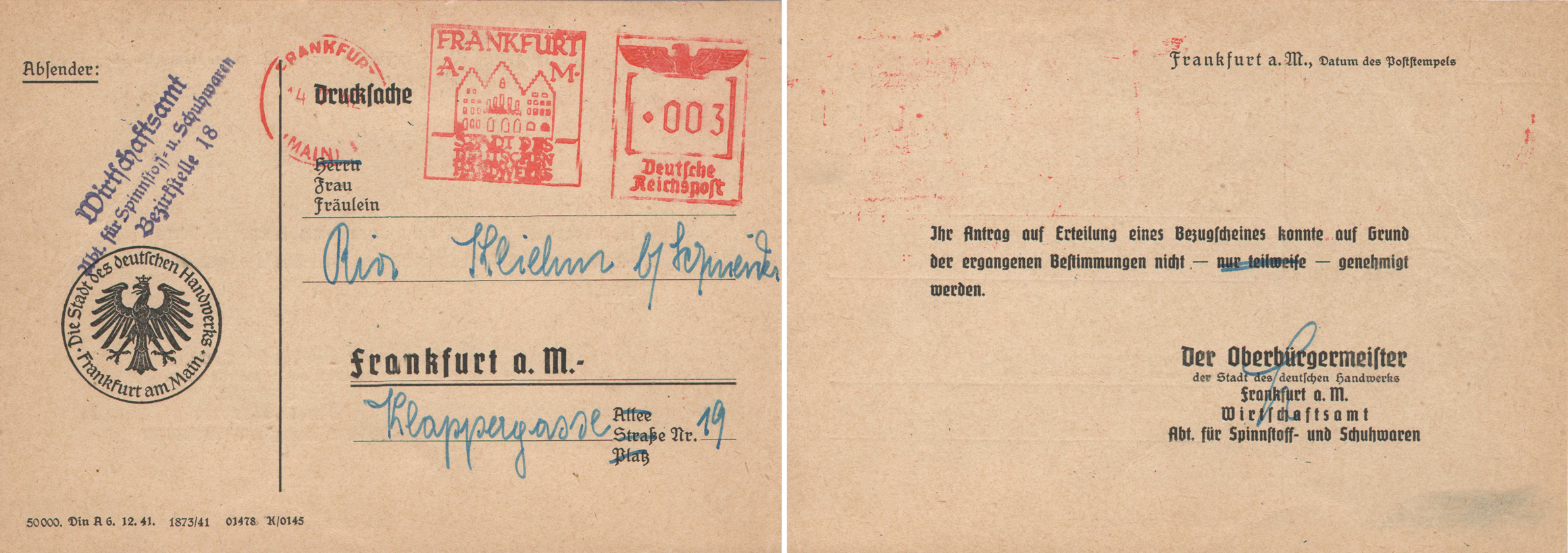
Frankfurt „Stadt des deutschen Handwerks“ auf Siegel und Absenderfreistempel

In der Zeit des Nationalsozialismus erhielten mehrere Städte im Deutschen Reich Städtebeinamen (Ehrentitel, vgl. Ortsname). Diese Beinamen konnten auf eine besondere Bedeutung der Stadt für die Entwicklung des Nationalsozialismus verweisen oder auf die historische Bedeutung der Stadt hindeuten. Nicht alle derartigen Bezeichnungen beruhten auf einer offiziellen Verleihung.

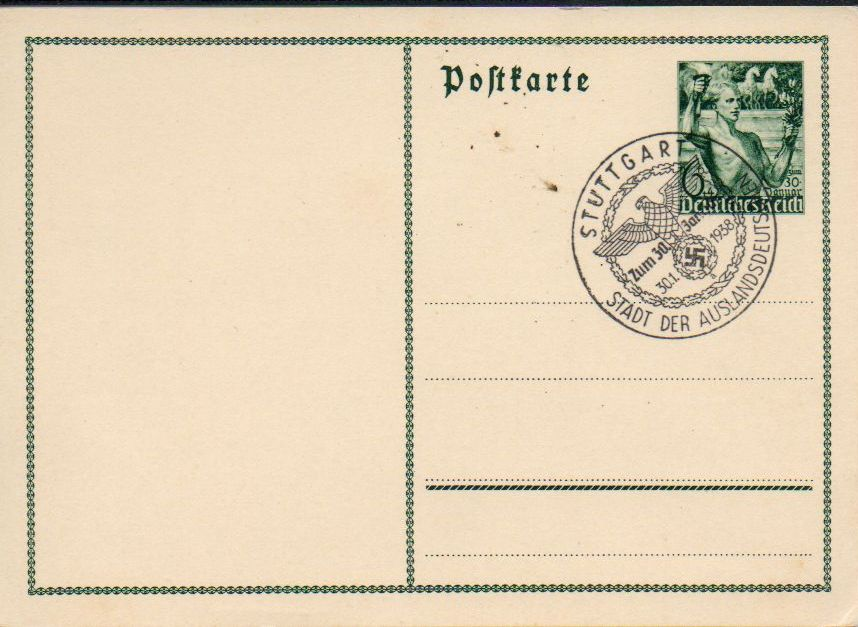
Poststempel „Stuttgart Stadt der Auslandsdeutschen“ 1938

## Grundlagen

### Deutsche Gemeindeordnung von 1935
Die im Jahr 1935 in Kraft getretene Deutsche Gemeindeordnung (DGO) ermöglichte Gemeinden in ihrem § 9 das Führen „besonderer Bezeichnungen“, die jedoch nicht unbedingt einen spezifischen Bezug zum Nationalsozialismus aufweisen mussten:

„(1) Städte sind die Gemeinden, die diese Bezeichnung nach bisherigem Recht führen. Die Gemeinden können auch andere Bezeichnungen, die auf der geschichtlichen Vergangenheit, der Eigenart oder der Bedeutung der Gemeinde beruhen, weiterführen.
(2) Der Reichsstatthalter kann nach Anhörung der Gemeinde Bezeichnungen verleihen oder ändern.“

Beispiel für eine Bezeichnung, die auf der geschichtlichen Vergangenheit einer Stadt beruhte, war etwa die Bezeichnung „Hansestadt“; Eigenart oder Bedeutung einer Stadt konnten es beispielsweise rechtfertigen, dem Namen die Bezeichnung „Bad“ beizufügen. War einer Gemeinde oder einer Stadt eine solche „besondere Bezeichnung“ verliehen worden, so mussten Behörden im Schriftverkehr diese Bezeichnung verwenden. Die Entscheidung, einer Stadt eine „besondere Bezeichnung“ im Sinne des § 9 DGO zu verleihen, sollte in den damals reichsweit verbreiteten Verkündungsblättern, also dem Reichsministerialblatt (RMBl) sowie dem Ministerialblatt für die innere Verwaltung (RMBliV), veröffentlicht werden.

### Verleihung durch nationalsozialistische Amtsträger
In der Praxis kam es jedoch nicht selten vor, dass Adolf Hitler selber einer Stadt einen besonderen Titel verlieh. Grundlage hierfür war das im nationalsozialistischen Deutschland geltende Führerprinzip, demzufolge dem „Führerwillen“ rechtliche Bindungswirkung zukam. Teilweise wurde eine kraft „Führerwillens“ verliehene „besondere Bezeichnung“ nachfolgend noch auf Basis des § 9 DGO umgesetzt. So verlieh Hitler der Stadt München am 8. August 1935 in einer Besprechung mit Oberbürgermeister Fiehler offiziell den Beinamen „Hauptstadt der Bewegung“; die entsprechende Bekanntmachung datiert vom 7. Juli 1936. Die Stadt Frankfurt am Main erhielt rechtzeitig zum „Reichshandwerkertag“ 1935 im Juni 1935 die Zustimmung Hitlers, die Bezeichnung „Stadt des Deutschen Handwerks“ zu führen; verkündet wurde dies im November 1936 mit der Vierten Bekanntmachung über die Führung besonderer Bezeichnungen durch Gemeinden.
In einzelnen Fällen wurden Ehrenbezeichnungen zudem durch nationalsozialistische Amtsträger oder andere Personen „verliehen“, etwa in den Fällen Innsbrucks oder Salzburgs. Für verschiedene weitere „Titel“ lässt sich keinerlei offizielle Verleihung nachweisen.

## Übersicht der Ehrentitel und sonstigen Bezeichnungen

### Offiziell verliehene Titel
| Stadt             | Bezeichnung                      | Verleihung     | Verkündung         | Anmerkungen                      |
| ----------------- | -------------------------------- | -------------- | ------------------ | -------------------------------- |
| Frankfurt am Main | „Stadt des deutschen Handwerks“  | Juni 1935      | 11. November 1936  | siehe auch unter Friedrich Krebs |
| Goslar            | „Reichsbauernstadt“              |                | 8. Oktober 1936    | [ 8 ]                            |
| Graz              | „Stadt der Volkserhebung“        | 25. Juli 1938  |                    | [ 9 ]                            |
| Leipzig           | „Reichsmessestadt“               |                | 20. Dezember 1937  | [ 11 ]                           |
| München           | „Hauptstadt der deutschen Kunst“ | 1933           |                    |                                  |
| München           | „Hauptstadt der Bewegung“        | 8. August 1935 | 7. Juli 1936       |                                  |
| Nürnberg          | „Stadt der Reichsparteitage“     |                | 7. Juli 1936       | [ 12 ]                           |
| Stuttgart         | „Stadt der Auslandsdeutschen“    |                | 11. September 1936 | siehe auch unter Karl Strölin    |

### Aufgrund Hitlers Zustimmung geführte Titel
| Stadt  | Bezeichnung                                                                                            | seit          | Anmerkungen |
| ------ | --- | ------------- | --- |
| Coburg | „Erste nationalsozialistische Stadt Deutschlands“                                                      | 23. Juni 1939 | Benennung aufgrund telegrafischer Zustimmung Hitlers. Siehe auch Coburg in der Zeit des Nationalsozialismus. |
| Linz   | zunächst: „Jugendstadt des Führers“; „Heimatstadt des Führers“                                         |               | |
| Linz   | schließlich: „Gründungsstadt des Großdeutschen Reichs“, „Deutsches Budapest“; „Patenstadt des Führers“ | 1938          | Als Hitler im März 1938 unmittelbar nach dem Einmarsch deutscher Truppen in Österreich (siehe Anschluss Österreichs) für mehrere Tage in Linz Station machte, versprach er die Übernahme der Patenschaft über die Stadt. |

### Weitere Benennungen
Die 1945 in Wolfsburg umbenannte Ansiedlung bei der Gemeinde Fallersleben für das Volkswagen-Werk erhielt 1938 den Gründungsnamen „Stadt des KdF-Wagens bei Fallersleben“. Der Berliner Bezirk Friedrichshain wurde 1933 in „Horst-Wessel-Stadt“ umbenannt.
| Stadt                     | Bezeichnung                        | seit          | Anmerkungen |
| ------------------------- | ---------------------------------- | ------------- | --- |
| Berlin-Friedrichshain     | „Horst-Wessel-Stadt“               | 1933          | |
| Braunschweig              | „Die deutsche Siedlungsstadt“      |               | selbst vergebener Titel |
| Bremen                    | „Stadt der Kolonien“               |               | Offiziell war Bremen „Hansestadt“; für die Verleihung des Titels „Stadt der Kolonien“ fehlen Quellen. Die Initiative zu einer solchen Benennung ging von einer regionalen Interessengruppe aus. Korrespondenzen sind im Staatsarchiv Bremen überliefert.                                                       |
| Innsbruck                 | „Stadt der deutschen Bergsteiger“  | 31. März 1938 | verliehen durch „Reichssportführer“ von Tschammer und Osten |
| Landsberg am Lech         | „Stadt der Jugend“                 | 1937          | [ 23 ] |
| Neumarkt in der Oberpfalz | „Dietrich-Eckart-Stadt“            |               | siehe hierzu unter Dietrich Eckart |
| Salzburg                  | „Stadt der Lebensforschung“        | 1940          | wohl kein offizieller Beiname |
| Salzgitter                | „Stadt der Hermann-Göring-Werke“   |               | Für die neu gegründete Stadt, die Wohnraum für die Beschäftigten der „Hermann-Göring-Werke“ bieten sollte, wurde sowohl die Bezeichnung „Hermann-Göring-Stadt“ als auch „Stadt der Reichswerke 'Hermann Göring'“ in Betracht gezogen. Keine dieser Bezeichnungen fand jedoch die Zustimmung der Reichskanzlei. |
| Soest                     | „Stadt des deutschen Mittelalters“ |               | keine Quellen für offizielle Verleihung |
| Wels                      | „Stadt der Bewegung“               |               | keine Quellen für offizielle Verleihung |